# 克拉赫爾峰

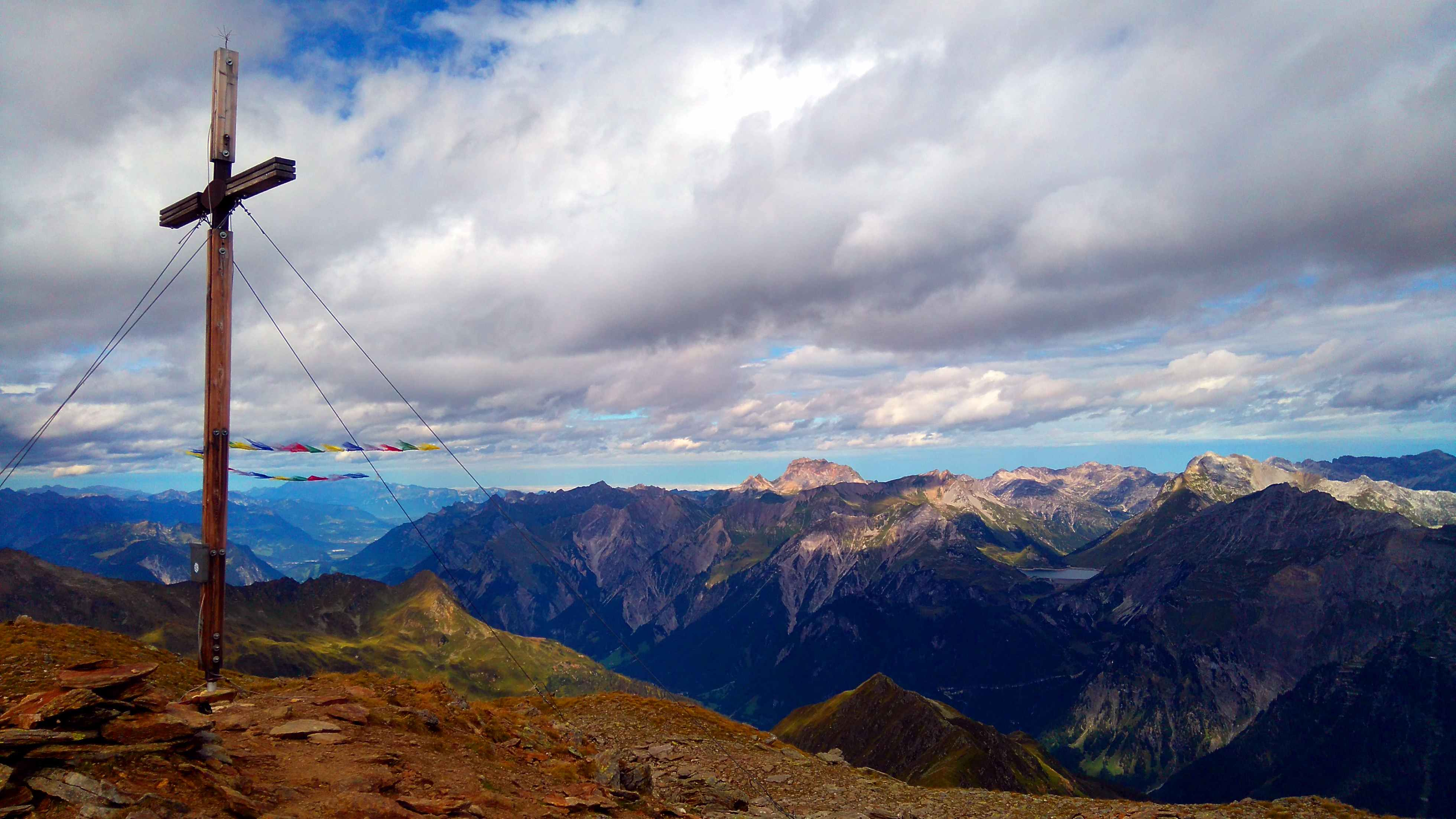

47°05′49″N 10°08′41″E / 47.09693°N 10.14485°E
克拉赫爾峰（德語：Krachelspitze），是奧地利的山峰，位於該國西部，處於福拉爾貝格州和蒂羅爾州接壤的邊界，屬於韋爾瓦爾阿爾卑斯山脈的一部分，位於阿爾山麓聖安東以南，海拔高度2,686米。